# Samlingssjön
Samlingssjön är en sjö i Nyköpings kommun i Södermanland och ingår i Svärtaåns huvudavrinningsområde. Sjön har en area på 0,431 kvadratkilometer och ligger 30,2 meter över havet.

## Delavrinningsområde
Samlingssjön ingår i det delavrinningsområde (653494-156990) som SMHI kallar för Utloppet av Eknaren. Medelhöjden är 38 meter över havet och ytan är 32,41 kvadratkilometer. Räknas de 3 avrinningsområdena uppströms in blir den ackumulerade arean 57,75 kvadratkilometer. Storån som avvattnar avrinningsområdet har biflödesordning 2, vilket innebär att vattnet flödar genom totalt 2 vattendrag innan det når havet efter 24 kilometer. Avrinningsområdet består mestadels av skog (57 procent) och jordbruk (22 procent). Avrinningsområdet har 2,93 kvadratkilometer vattenytor vilket ger det en sjöprocent på 9 procent.